# Pterodactylomorpha
De Pterodactylomorpha zijn een groep van uitgestorven pterosauriërs, behorend tot de Breviquartossa.
In 2014 begreep Brian Andres dat er een overkoepelende naam nodig was voor alle pterosauriërs die meer afgeleid waren dan de Rhamphorhynchidae. Vroeger werd daarvoor het oude begrip Pterodactyloidea gebruikt maar dat was nooit op een bevredigende wijze gedefinieerd en allerlei groepen die boven de Rhamphorhynchidae in de stamboom stonden, werden desalniettemin niet, of niet meer, onder de pterodactyloïden gerekend.
De klade Pterodactylomorpha werd gedefinieerd als de groep omvattende Pterodactylus antiquus Soemmerring 1812 en alle soorten nauwer verwant aan Pterodactylus dan aan Rhamphorhynchus muensteri Goldfuss 1831.
De Pterodactylomorpha ontstonden vermoedelijk in het vroege Jura. Ze stierven uit aan het eind van het Krijt en daarmee de pterosauriërs als geheel want vermoedelijk waren sinds het eind van het Onder-Krijt alle pterosauriërs pterodactylomorfen.
De Pterodactylomorpha zijn de zustergroep van de Rhamphorhynchidae binnen de Breviquartossa. Ze zijn opgesplitst tussen Sordes en de Monofenestrata.